# مهر قرمز
مهر قرمز (انگلیسی: Red Seal) فیلمی در ژانر جنایی به کارگردانی فلاویو کالتساوارا محصول سال ۱۹۵۰ است.

## بازیگران
- جینو چروی
- کارلا دل پوجو
- آدریانو ریمولدی
- لیندا سینی
- جووانا اسکوتو
- میراندا کامپا
- فولویا مامی
- گابریله فرزتی
- لیا کورلی